# Nguyễn Diệu Hoa
Nguyễn Diệu Hoa sinh năm 1969 tại Hà Nội, là một hoa hậu Việt Nam. Cô đăng quang cuộc thi hoa hậu toàn quốc báo Tiền Phong lần thứ 2 năm 1990 (tiền thân của cuộc thi Hoa hậu Việt Nam hiện nay). Khi đăng quang cô đang là sinh viên năm thứ 4 khoa tiếng Nga của Đại học Ngoại ngữ Hà Nội. Cô đã có bằng Thạc sĩ quản trị kinh doanh (MBA) tại Viện Công nghệ châu Á (AIT) ở Thái Lan. Cô thông thạo 5 thứ tiếng: Anh, Pháp, Nga, Ấn và Thái. Năm 2006, cô được ghi vào sách kỷ lục Việt Nam với tư cách "hoa hậu thông thạo nhiều thứ tiếng nhất".
Hiện nay cô đang làm Giám đốc kinh doanh tại công ty Ceres Commodities Pvt Ltd của Thái Lan.
Cô có một gia đình hạnh phúc với người chồng Ấn Độ và ba con. Con gái cả Nguyễn Diệu My (sinh năm 1997), con gái thứ Nguyễn Diệu Ly (sinh năm 1998), con trai út Nguyễn Hoàng Phi (sinh năm 2000).
Năm 2008, Nguyễn Diệu Hoa tham dự cuộc thi Hoa hậu Quý bà Thế giới (Mrs World) và lọt vào top 5 người đẹp nhất.